# Bulwar Słoneczny we Wrocławiu

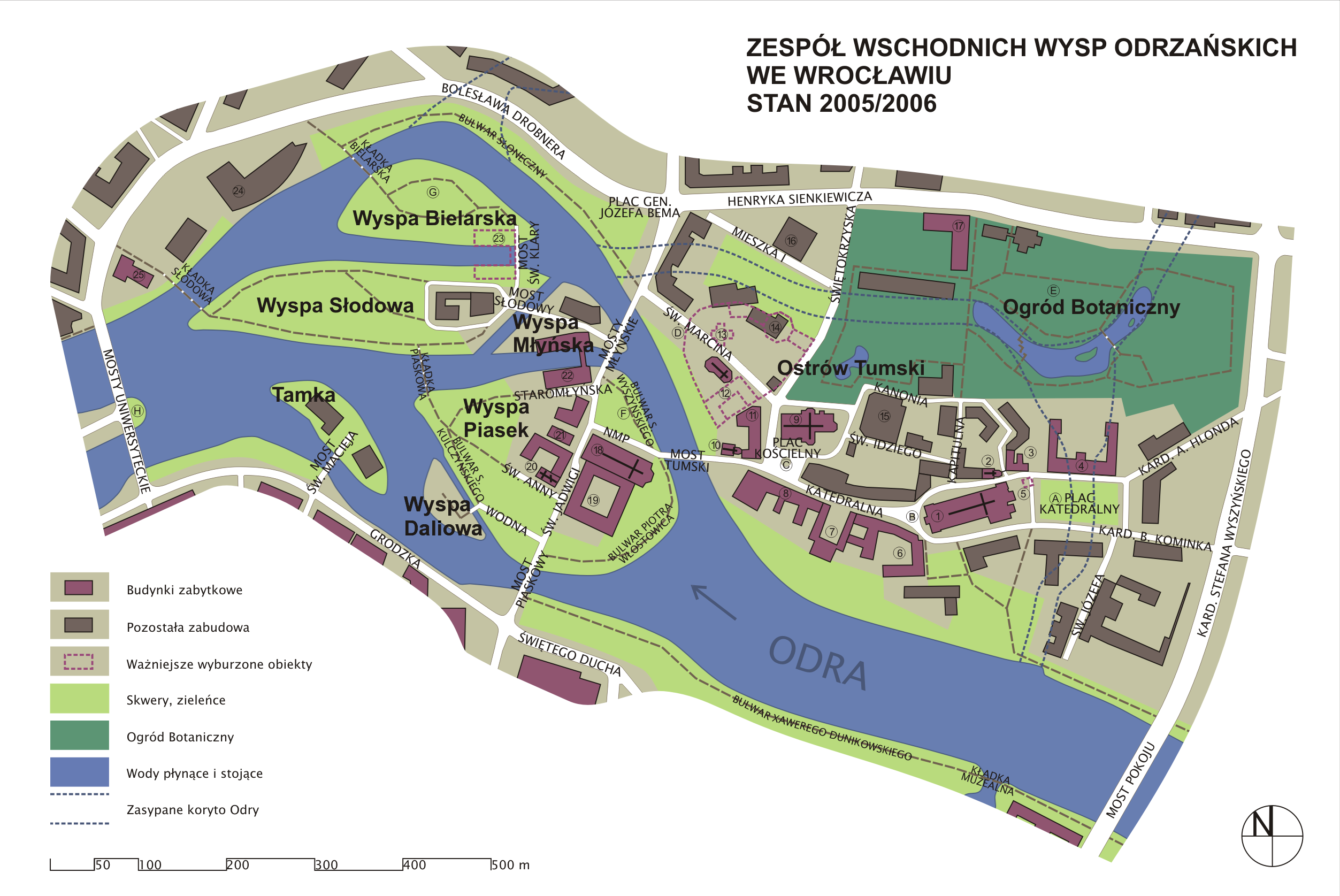
Śródmiejski Węzeł Wodny górny

Bulwar Słoneczny we Wrocławiu, to bulwar położony na północnym brzegu jednego z ramion bocznych rzeki Odry – Odry Północnej, w obrębie osiedla Nadodrze. Obejmuje obszar zawarty między korytem Odry Północnej, a ulicami Trasy Mieszczańskiej (Plac Józefa Bema, Ulica Bolesława Drobnera). Stanowi on piesze powiązanie Ulicy Bolesława Drobnera z Ulicą Świętej Jadwigi oraz z Wyspą Słodową, Wyspą Bielarską i Wyspą Piaskową, poprzez kładki piesze (Kładka Żabia, Kładka Słodowa). Obecny kształt i zagospodarowanie tego terenu jest wynikiem planów miasta Wrocław dotyczących zagospodarowania nabrzeży rzeki i "zwrócenia miasta ku rzece". Ma to swoje odzwierciedlenie między innymi w podstawowych dla tego zadania decyzjach organu stanowiącego gminy (Rady Miejskiej Wrocławia), w postaci stosownych zapisów w uchwalanych miejscowych planach zagospodarowania przestrzennego. Odpowiednie zapisy znalazły się również w miejscowym planie zagospodarowania przestrzennego dla obszaru Nadodrza obejmującego między innymi właśnie Bulwar Słoneczny. W planie tym wyznaczono bulwary spacerowo–widokowe jako wydzielone ciągi piesze i rowerowe, do których zaliczono między innymi Bulwar Słoneczny. Przedmiotowy obszar objęty został w tym planie odpowiednią ochroną:

ustala się obszar wzdłuż północno-zachodniego nabrzeża rzeki Odry - zespół "D", obszarem o funkcji usługowo-turystycznej z dominacją  bryły hotelu oraz Bulwarem Słonecznym, wyraźnie zaznaczonym w kompozycji tego obszaru, na którym obowiązuje szczególnie staranne kształtowanie zieleni i wprowadzenie ekranu izolacyjnego - zimozielonego.

obejmującą także walory widokowe, poprzez zakaz wprowadzania zabudowy bądź zieleni ekranującej od strony rzeki:

... widok z Bulwaru Słonecznego - obowiązuje zachowanie widoku na Wyspę Bielarską, Słodową i Piaskową,

Nazwa tego bulwaru została usankcjonowana uchwałą Rady Miejskiej Wrocławia z dnia 16 kwietnia 1994 roku, nr LXXVIII/526/94, w sprawie prawnego uregulowania niektórych nazw ulic i placów istniejących na terenie Wrocławia.
| obiekt                                                         | opis    | fotografia |
| -------------------------------------------------------------- | ------- | ---------- |
| Mosty Młyńskie                                                 | most    |            |
| Plac gen. Józefa Bema                                          | plac    |            |
| szalet                                                         | budynek |            |
| Kamień Pamiątkowy domu korporacji studenckiej                  | pomnik  |            |
| Pomnik Bohaterów Powstania Węgierskiego                        | pomnik  |            |
| Rzeźba Macierzyństwo                                           | pomnik  |            |
| Jaz św. Klary                                                  | jaz     |            |
| schron żelbetowy z II wojny światowej                          | budowla |            |
| Kładka Żabia                                                   | most    |            |
| Hotel Park Plaza                                               | hotel   |            |
| Zespół Szkół Spożywczo–Handlowych                              | budynek |            |
| Kładka Słodowa                                                 | most    |            |
| były Areszt Wojskowy ( rej. zab. nr 410/Wm z 24 marca 1981 r.) | budynek |            |
| szalet                                                         | budynek |            |
| Mosty Uniwersyteckie                                           | most    |            |